# Pielești, Dolj
Pielești este satul de reședință al comunei cu același nume din județul Dolj, Oltenia, România.

## Prezentare
Comuna Pielești face parte din zona metropolitană a orașului Craiova având împreună proiecte comune.
Topografia comunei este aceea de picior de munte, alcătuită din câmpuri largi separate de văi adânci. Altitudinea este de 171 metri deasupra nivelului mării. Forma comunei este plană, cu dealuri de 30-40 metri înălțime, dealuri ce formează albia râului Teslui. Solurile sunt argiloase, brune. Resursele naturale cuprind exploatări de petrol și gaze naturale.
Comuna Pielești este traversată de calea ferată 901 București - Craiova, ce a fost pusă în funcțiune la data de 5 ianuarie 1875. Calea ferată intră în comună prin partea de vest, cotește către sud și parăsește teritoriul comunei prin partea de sud-vest. Există două stații în comună: halta Toporaș între Pielești și Pîrșani și stația Pielești, localizată la 2 km sud de Pielești.
Comuna Pielești a fost fondată prin legea administrativă la data de 31 martie 1864. De-a lungul timpului structura comunei s-a schimbat, reformele administrative a variatelor regimuri au blocat sau deblocat diverse sate. În mare măsură unele sate au fost aproape dintotdeauna părți ale comunei și sunt și astăzi parte integrantă. Altele decât așezările din Pielești, la drumul european E70, foarte multe noi unități s-au dezvoltat, având profile economice variate: show-room și service, depozite pentru materiale de construcții, restaurante, moteluri, popasuri.
Așezarea a fost locuită încă din cele mai vechi timpuri, semne ale prezenței omului pe teritoriul actual al comunei existând încă din Neolitic (5000 ani î. Hr.). Numele localității Pielești provine de la un locuitor numit Stan Piele de profesie cojocar și comerciant de piei, ce avea mulții fii care au impus numele aceste așezări.
Pe raza comunei Pielești există patru moteluri și anume:
- Popasul turistic Căprioara înconjurat de 5 ha de pădure,
- Trandafirul Galben,
- Hanul Vechi
- Il Capo Tour.

De asemenea pe raza comunei Pielești există 6 biserici enumerate mai jos:
1. Biserica Sf. Dumitru (Sat Nichitoaia)
2. Biserica Sf. Mihail și Gavril (Sat Pielești Centru)
3. Biserica Sf. Dumitru (Sat Pârșani)
4. Biserica Sf. Maria (Sat Câmpeni)
5. Biserica Sf. Nicolae (Sat Câmpeni)
6. Biserica Adormirea Maicii Domnului. (În Cadrul Cartierului Rezidențial Magnolia)

Aceste biserici au fost construite sau refăcute în totalitate de către Primăria Pielești, toate fiind în perfectă stare de funcționare.
De asemenea pe raza comunei Pielești se află o serie de situri arheologice unde s-au găsit obiecte datând din epoca fierului (neolitic).

## Infrastructura
Un detaliu de extremă importanță care evidențiază așezarea geografică bună a comunei Pielești precum și interesul edililor locali de a dezvolta cât mai mult infrastructura comunei, îl reprezintă  centura de sud a orașului Craiova care trece  si pe raza comunei Pielești, centură care ocolește prin sud orașul Craiova și care face legătura, depinzând de ruta aleasă, cu următoarele orașe importante ale Olteniei și țării:
- Balș, Slatina, Pitești, Bucuresti.
- Bechet
- Calafat
- Filiași, Drobeta Turnu Severin.

## Economia
Ocupațiile tradiționale ale locuitorilor comunei sunt bazate pe agricultură, cultivarea plantelor în gospodăriile proprii, creșterea animalelor: bovine, porci, oi și păsări, serviciile, construcțiile și comerțul. Pentru a capitaliza tradiția economică a comunei, pentru a deveni mai productivă, un boom pentru dezvoltarea locală, se dorește a se atrage investiții în agricultură și în creșterea animalelor.
Este nevoie de investiții pentru extinderea și îmbunătățirea exploatării agricole curente prin stimularea dezvoltării fermelor ecologice vegetale, structurate în funcție de culturi, de dezvoltarea unor structuri asociative capabile să efectueze activități eficiente în agricultură. Este necesar să se asigure condiții optime pentru procesarea și vânzarea produselor agricole, atragerea furnizorilor de servicii specifice pentru munca mecanizată, protecția fito-sanitară, achiziționarea semințelor selectate și tratate, arii care pot influența pozitiv calitatea și eficiența activităților în agricultură.
Competitivitatea crescândă în sectorul creșterii animalelor vizează alinierea regiunii la standardele europene, îmbunătățirea raselor, creșterea productivității muncii și introducerea noilor tehnologii care să îmbunătățească calitatea produselor și să stimuleze competitivitatea pe piețele locale și externe. În acest sens, va exista suportul pentru consolidarea noilor ferme, promovarea asociațiilor de producători, la fel de bine precum și îmbunătățirea nișei de piață a agiculturii ecologice.
Pe raza comunei Pielești există în jur de 150 de firme printre care enumerăm pe categorii:
Firme de productie:
- Producție geamuri și ferestre termopan : Casa noastră – Qfort
- Producție de mase plastice
- Producție de utiliaje tehnologice: Dico Romania
- Producție alimentară: Morărit și Panificații: Ovicons

Firme de distribuție:
- Distribuție Mașini:
- Reprezentanțe: Toyota, Mercedes, Skoda, Peugeout, Citroen, Seat, Volkswagen
- Distribuție Mașini Agricole: Claas, Lamborghini
- Distribuție Produse Alimentare: Mezeluri Elit, Pui Vechea Măcelărie
- Distributie Produse Ceramice (gresie, faianță): Primordial
- Distributie Produse Farmaceutice: A-Amedical
- Distributie Echipamente și Instalații Sanitare și de Încălzire: Romstal
- Distribuție Îngrășăminte și Ierbicide: Alcedo
- Distribuție de Arbuști și Plante Ornamentale: Oltenia Garden

De asemenea pe raza comunei exista unul dintre cele mai bogate zăcăminte de gaze naturale din zona de sud, fiind forate peste 100 de puțuri de extracție, ce alimentează cel mai mare deposit subteran din zona Ghercești.
Comuna Pielești face parte din zona metropolitană Craiova și are o serie de proiecte în comun cu acesta pentru contractare de fonduri europene.